# La Dame aux élixirs
La Dame aux élixirs est un roman historique pour la jeunesse d'Annie Jay, publié en 2010. L'histoire se passe sous le règne de Louis XIV, en automne 1682.

## Résumé
En automne 1682, Héloïse de Montviviers, une jeune noble intriguant pour le compte de la Marquise de Montespan manque de s'empoisonner. Bien qu'elle ait de nombreux ennemis, la guérisseuse Cécile Drouet, désormais comtesse d'Altafuente, soupçonne l’élixir de beauté d’Héloïse d’être à l'origine du mal. La jeune fille décide d'en savoir plus sur la fabricante, une femme mystérieuse qui se fait appeler Madame Jouvence...
De son côté, l'amie de Cécile, Pauline de Saint-Béryl, doit faire face aux manigances de Madame de Montespan et découvre qu'elle aime Silvère Galéas des Réaux, le jeune comte à qui elle s'était fiancée pour contrecarrer les projets de la marquise.

## Personnages

### Personnages fictifs
- Pauline de Saint-Béryl, demoiselle de la Reine.
- Cécile Drouet, demoiselle de la Reine, amie de Pauline et fiancée de Guillaume.
- Guillaume de Saint-Béryl, frère de Pauline, garde-écossais et fiancé de Cécile.
- Silvère Galéas des Réaux, jeune comte, faussement fiancé à Pauline.
- Héloïse de Montviviers, demoiselle de la reine, espionne de Mme de Montespan.
- Charlotte de Mail-Beaubourg, amie de Madame de Montespan.
- Madame Jouvence, fabricante d'élixirs.
- Coraline, vendeuse de Madame Jouvence.
- Joao, jeune mulâtre, ancien esclave recueilli par Madame Jouvence.
- Elisabeth de Coucy, demoiselle de la reine, amie de Pauline et Cécile.
- Thomas de Pontfavier, cousin de Pauline et de Guillaume.
- Philippe de Floréac, jeune courtisan.
- Mme du Payol, dame de la Cour.
- Catherine Drouet, guérisseuse au service des Saint-Béryl.

### Personnages historiques
- Louis XIV, Roi de France.
- Marie-Thérèse d'Autriche, Reine de France.
- Athénaïs de Montespan, ancienne favorite du Roi.
- Alexandre Bontemps, valet de chambre du Roi.